# Pyrostremma agassizi
Pyrostremma agassizi är en ryggsträngsdjursart som först beskrevs av Friedrich Ritter och Byxbee 1905.  Pyrostremma agassizi ingår i släktet Pyrostremma och familjen Pyrosomatidae. Inga underarter finns listade i Catalogue of Life.